# Stanley Morison
Stanley Morison (Redbridge, 6 maggio 1889 – Londra, 11 ottobre 1967) è stato un tipografo, disegnatore di caratteri e storico della stampa britannico.
È stato uno dei più influenti disegnatori di font del XX secolo, avendo progettato e introdotto il font Times New Roman (1931) e avendo curato molte revisioni storiche per la Monotype Corporation.

## Biografia

### Inizi della carriera
Stanley Morison nacque nell'Essex, ma passò gran parte della gioventù e la prima parte della sua vita adulta (1896–1912) a Londra nella casa di famiglia a Fairfax Road, Harringay. Fu un autodidatta, avendo lasciato la scuola dopo che il padre ebbe abbandonato la famiglia. Nel 1913 divenne assistente editoriale del The Imprint. Durante la prima guerra mondiale fu obiettore di coscienza e, di conseguenza, fu internato. Nel 1918 divenne supervisore del design della Pelican Press. Ottenne poi un incarico simile alla Cloister Press. Nel 1922 fu membro fondatore della Fleuron Society, dedicata ai problemi tipografici (il fleuron è un termine usato in inglese per indicare un fiore tipografico, un ornamento). Curò il giornale della società, The Fleuron, dal 1925 al 1930. La qualità grafica della pubblicazione e la stampa furono considerati eccezionali. Dal 1923 al 1925 fu anche componente dello staff del Penrose Annual, una rivista di arte grafica.

### Con la Monotype Corporation
Dal 1923 al 1967 Morison fu consulente tipografico della Monotype Corporation. Negli anni 1920-1930, il suo lavoro con la Monotype comprendeva ricerca a adattamento di tipi storici, tra cui il recupero dei caratteri Baskerville, Blado (1923) e Bembo (1929). Guidò la grande espansione della varietà di font della compagnia, e influenzò enormemente l'arte della tipografia fino al giorno d'oggi, sebbene le sue annotazioni in A Tally of Types sui suoi primi giorni con la Monotype e sul loro programma di recupero tipografico non siano sempre corrette.

### Times New Roman
Morison è stato anche consulente tipografico del quotidiano The Times dal 1929 al 1960. Nel 1931, avendo criticato pubblicamente il giornale per la scarsa qualità della sua stampa, gli fu richiesto di produrre per la pubblicazione un nuovo font, facile da leggere. Times New Roman, il tipo di carattere che Morison sviluppò con l'artista grafico Victor Lardent, fu usato per la prima volta dal giornale nel 1932 e pubblicato commercialmente da Monotype nel 1933. Morison diresse la History of the Times da 1935 al 1952, e fu direttore del The Times Literary Supplement tra il 1945 e il 1948.

### Ultimi anni
Nel 1960 Morison fu eletto Royal Designer for Industry. Fu membro del board editoriale dell'Enciclopedia Britannica dal 1961 fino alla sua morte, avvenuta nel 1967 a Londra. Gli fu offerto un  cavalierato nel 1953 e il titolo di commendatore dell'Ordine dell'Impero Britannico nel 1962, ma declinò l'offerta in entrambe le occasioni.

## Pubblicazioni (parziale)
- (EN)  Four centuries of Fine Printing; Two Hundred and Seventy-two Examples of the Work of Presses Established Between 1465 and 1924, 1924
- (EN)  Type Designs of the Past and Present, 1926
- (EN)  English newspaper : Some account of the physical development of journals printed in London between 1622 & the present day, 1932
- (EN)  First Principles of Typography, 1936
- (EN)  A Tally of Types, 1953
- (EN)  Calligraphy 1535–1885: A collection of seventy-two writing-books and specimens from the Italian, French, Low Countries and Spanish schools, 1962
- (EN)  On Type Designs Past and Present: A Brief Introduction, 1962
- (EN)  The Typographic Book, 1450–1935: A Study of Fine Typography Through Five Centuries, 1963
- (EN)  Letter Forms, typographic and scriptorial: Two essays on their classification, history and bibliography, 1968
- (EN)  Politics and Script, 1972
- (EN)  Selected Essays on the History of Letter-Forms in Manuscript and Print, Vol. 1 & 2, 1980.